# Д’Альтон, Иоганн Самуэль Эдуард
Иоганн Самуэль Эдуард д’Альтон (англ. Johann Samuel Eduard d'Alton; 1803—1854) — известный немецкий анатом и педагог; сын Иоганна Вильгельма Эдуарда Альтона.

## Биография
Иоганн Самуэль Эдуард Альтон родился 17 июля 1803 года в Ст.-Гоаре, изучал медицину в Боннском университете (где преподавал его отец), и отправился затем в столицу Франции город Париж, где выпуском, трактующим о скелетах птиц, продолжил «Сравнительную остеологию» своего отца (Бонн, 1827).
В 1827 году он приглашён был профессором и преподавателем анатомии в Берлинскую академию художеств, а в 1830 году получил премию Французской академии за произведенные вместе с Шлеммом исследования над нервной системой рыб.
В 1834 году он принял профессуру анатомии и физиологии в городе Галле.
Иоганн Самуэль Эдуард Альтон скончался там же, в Галле, 25 июня 1854 года.